# Roberto II di Loritello
Roberto II di Loritello (... – morto nel 1134 o nel 1137), ereditò la contea ed il titolo nel 1096, alla morte del padre, il Conte Roberto I di Loritello.
Roberto mantenne sempre buone relazioni con la Chiesa, alla quale donò molti possedimenti; egli prese parte ai concili che si tennero a Troia nel 1115 con Papa Pasquale II e nel 1120 con Papa Callisto II. Gli successe alla guida della Contea di Loritello, il figlio Guglielmo.